# George Roy Hill
George Roy Hill, född 20 december 1921 i Minneapolis, Minnesota, död 27 december 2002 i New York, New York, var en amerikansk filmregissör och skådespelare.

## Biografi
Under andra världskriget och Koreakriget var George Roy Hill pilot i USA:s marinkår. På 1950-talet medverkade han i Broadwayuppsättningar men övergick snart till att regissera för TV och film.
Hans två mest framgångsrika filmer, Butch Cassidy och Sundance Kid från 1969 och Blåsningen från 1973, hade båda Robert Redford och Paul Newman i huvudrollerna. Under en period efter att han gjorde dessa båda filmer var Hill den enda att ha regisserat två av filmerna som låg på top tio-listan över mest inkomstbringande filmer. Butch Cassidy och Sundance Kid nominerades till sju Oscars och vann fyra (bland annat för bästa film) medan Blåsningen nominerades till tio Oscars och vann sju (bland annat för bästa film och bästa regi).
Hill avled 2002 till följd av Parkinsons sjukdom.

## Filmografi i urval
- 1952 – Spionpolisen (roll)
- 1962 – Vilse i lustgården (regi)
- 1963 – Lek med elden (regi)
- 1964 – Ta't piano Henry Orient (regi)
- 1966 – Hawaii (regi)
- 1967 – Moderna Millie (regi)
- 1969 – Butch Cassidy och Sundance Kid (regi)
- 1972 – Slakthus 5 (regi)
- 1973 – Blåsningen (regi)
- 1975 – Tid för hjältar (manus, regi och producent)
- 1977 – Slagskott (regi)
- 1979 – En liten kärlekshistoria (regi)
- 1982 – Garp och hans värld (regi och producent)
- 1984 – Den lilla trumslagarflickan (regi)
- 1988 – Livet på landet (regi)